# 王荣清
王荣清（1951年—2014年6月26日），浙江杭州人，民运人士。

## 生平
1978年参加民主墙运动，出版“四五月刊”和“华东民刊”等刊物，1989年投身学生民主运动。中国民主党1998年组党时，他是中国民主党浙江筹委会成员之一。
中国公安部在2002年把中国民主党定性为“敌对组织”。2004年11月，王荣清主持起草了《中国政党法草案》，并将这份由民间组织提出的关于立法的政治文件交给全国人大常委会，并在互联网上发布，产生了一定影响。王荣清为此多次受到刑事拘留和监视居住。2006年8月24日，因涉嫌煽动罪被刑事拘留，该案因证据不足而撤销。
2009年由于被指控策划召开中国民主党全国代表大会而被判刑6年，罪名是“颠覆国家政权罪”，服刑期间因身患肾衰竭而获得监外执行。2014年5月9日刑期已满，但因六四事件二十五周年敏感期而继续受到监控，6月11日刚解除监控就突然病重。6月26日因病治疗无效，于杭州家中去世。